# Cadre-45/2-Weltmeisterschaft 1928

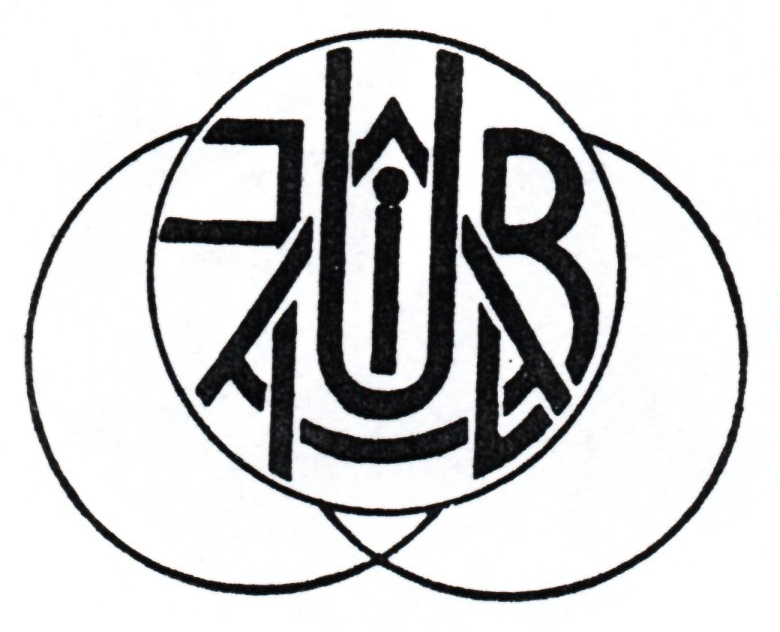
Logo UIFAB (ausrichtender Verband)

Veranstaltungsort: Amsterdam

Die Cadre-45/2-Weltmeisterschaft 1928 war die 21. Weltmeisterschaft, die bis 1947 im Cadre 45/2 und ab 1948 im Cadre 47/2 ausgetragen wurde. Das Turnier fand vom 30. Mai bis zum 5. Juni 1928 in Amsterdam statt. Es war die erste Billard-Weltmeisterschaft in den Niederlanden.

## Geschichte
Die Cadre 45/2 Weltmeisterschaft fand zur gleichen Zeit wie das Fußballturnier der olympischen Spiele in Amsterdam statt. Dadurch wurden die Partien abends, zum Teil Nachts, gespielt. Erstmals startete mit Carl Foerster wieder einmal ein Deutscher, nach Albert Poensgen der 1906 den zweiten Platz belegte, bei einer Weltmeisterschaft. Leider konnte Förster seine Leistungen, die er in Deutschland spielte, nicht bestätigen und wurde nur Letzter. Nachdem sich 1926 die USA dem Weltbillardverband UIFAB angeschlossen hatte, spielte mit Francis S. Appleby der erste Amerikaner bei einer Amateurweltmeisterschaft. Die Weltmeisterschaft, die im Gewerkschaftshaus in Amsterdam stattfand, war annähernd perfekt organisiert wie sich die Spieler äußerten. Der Belgier Théo Monns sicherte sich seinen vierten Weltmeistertitel. Die Höchstserie von 248 spielte Appleby im Match gegen Jean-Pierre Martenet. Der Schweizer führte bereits in der 16. Aufnahme mit 361:152. Dann beendete Abbleby mit einer 248er Serie die Partie.

## Turniermodus
Das ganze Turnier wurde im Round Robin System bis 400 Punkte gespielt. Bei MP-Gleichstand (außer bei Punktgleichstand beim Sieger) wird in folgender Reihenfolge gewertet:
1. MP = Matchpunkte
2. GD = Generaldurchschnitt
3. HS = Höchstserie

## Ergebnis

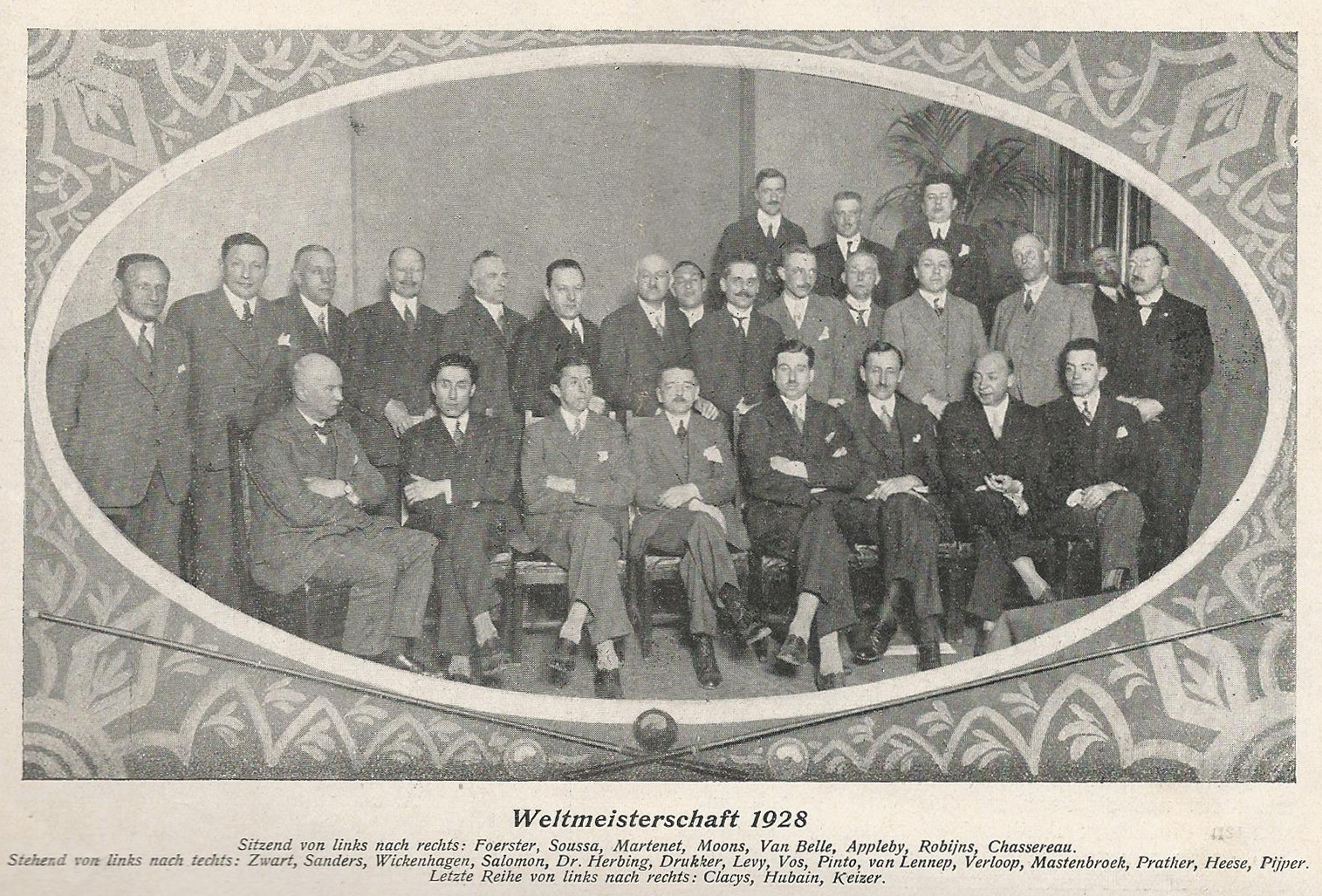
Die Teilnehmer

| MP    | Match Points (Sieger = 2; Unentschieden = 1; Verlierer = 0) |
| Pkte. | Erzielte Karambolagen                                       |
| Aufn. | Benötigte Versuche                                          |
| GD    | Generaldurchschnitt                                         |
| BED   | Bester Einzeldurchschnitt eines Spielers                    |
| HS    | Höchstserie                                                 |
|       | Bester GD des Turniers                                      |
|       | Bester ED des Turniers                                      |
|       | Beste HS des Turniers                                       |
|       | 1. Platz (Gold)                                             |
|       | 2. Platz (Silber)                                           |
|       | 3. Platz (Bronze)                                           |

| Platz                      | Name                 | MP   | Pkte. | Aufn. | GD    | BED   | HS  |
| -------------------------- | -------------------- | ---- | ----- | ----- | ----- | ----- | --- |
| 1                          | Théo Moons           | 12:2 | 2459  | 125   | 19,67 | 36,36 | 176 |
| 2                          | Gustave van Belle    | 8:6  | 2402  | 114   | 21,07 | 44,44 | 197 |
| 3                          | Edmond Soussa        | 8:6  | 2574  | 134   | 19,20 | 28,57 | 105 |
| 4                          | Jean-Pierre Martenet | 8:6  | 2242  | 131   | 17,11 | 33,33 | 108 |
| 5                          | Francis S. Appleby   | 8:6  | 2436  | 156   | 15,61 | 20,00 | 248 |
| 6                          | Henk Robijns         | 6:8  | 2396  | 174   | 13,77 | 20,00 | 101 |
| 7                          | Louis Chassereau     | 4:10 | 2427  | 169   | 14,36 | 30,76 | 122 |
| 8                          | Carl Foerster        | 2:12 | 1907  | 175   | 10,89 | 13,79 | 73  |
| Turnierdurchschnitt: 15,99 |                      |      |       |       |       |       |     |